# Spilogale
Gli skunk macchiati (Spilogale Gray, 1865) sono un genere di Carnivori della famiglia delle moffette, i Mefitidi (Mephitidae). Il genere comprende sette specie che vivono nell'America settentrionale e centrale.

## Descrizione
La pelliccia degli skunk macchiati presenta un sorprendente motivo bianco e nero. Devono il nome comune alle macchie o strisce bianche che corrono in sei linee longitudinali simili a strisce sulla pelliccia altrimenti di colore nero; altre strisce trasversali si trovano sulla parte posteriore del dorso. Sulla sommità della testa si trova una macchia bianca triangolare; anche la punta della coda è bianca. La disposizione esatta delle macchie varia da individuo a individuo. Il corpo è snello e gli arti sono relativamente corti. Gli skunk macchiati sono i rappresentanti più piccoli della famiglia dei Mefitidi: dalla testa alla base della coda misurano 12-34 centimetri e la folta coda ne misura altri 7-22. Il peso varia da 200 a 1000 grammi.

## Biologia

I tioli delle secrezioni ghiandolari degli skunk.

Gli skunk macchiati sono presenti in una vasta gamma di habitat come praterie, zone boschive o terreni rocciosi, ma sono assenti dalle fitte foreste e dalle aree eccessivamente umide. Sono animali notturni che trascorrono la giornata nascosti nelle tane o talvolta nelle cavità degli alberi. Di notte escono in cerca di cibo, solitamente restando a terra nella fitta vegetazione, ma occasionalmente arrampicandosi sugli alberi. Sono animali sociali: lo stesso rifugio può essere condiviso anche da otto individui.
Se minacciati, si rizzano in equilibrio sulle zampe anteriori e piegano la coda sopra la testa, in modo da presentare l'ano al nemico. Se questa posizione di minaccia non serve a nulla, spruzzano la loro secrezione dall'odore forte – contenente tioli – dalle due ghiandole anali, mirando principalmente al muso dell'aggressore.

### Alimentazione
Gli skunk macchiati sono onnivori: si nutrono sia di piccoli roditori, silvilaghi, uccelli, uova e insetti che di sostanze vegetali come cereali e frutta. Il menù varia in parte a seconda delle stagioni.

### Riproduzione
Dopo un periodo di gestazione di circa 30-50 giorni, la femmina dà alla luce da tre a sei piccoli. Tuttavia, soprattutto nella parte occidentale dell'areale, l'annidamento dell'uovo è ritardato, tanto che possono trascorrere diversi mesi tra l'accoppiamento e la nascita. I neonati sono ciechi e indifesi, aprono gli occhi intorno ai 32 giorni e vengono svezzati dopo circa 8 settimane. Mentre lo skunk macchiato occidentale raggiunge la maturità sessuale dopo soli quattro o cinque mesi, per lo skunk macchiato orientale è necessario quasi un anno.

## Specie

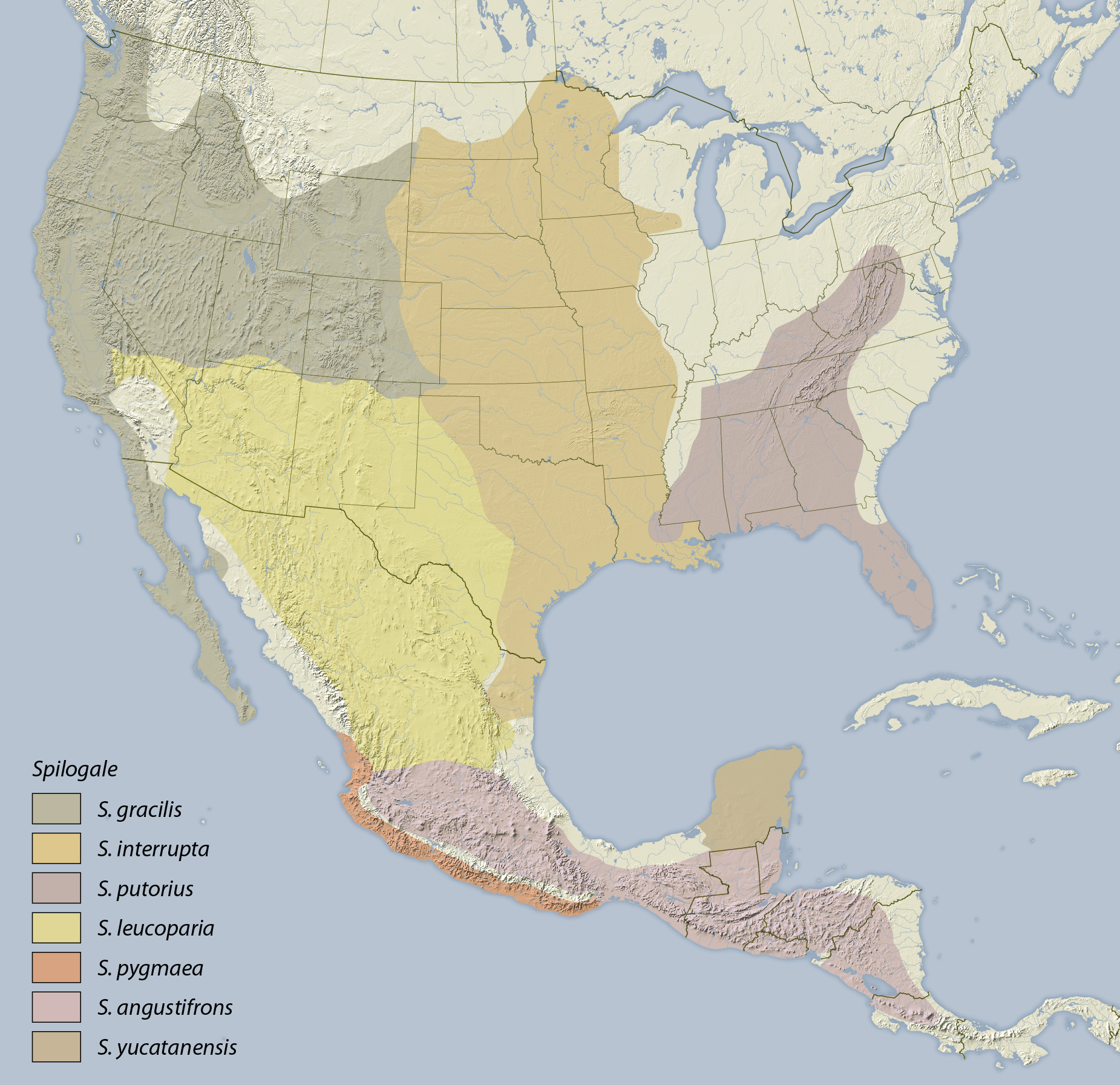
Gli areali delle sette specie di skunk macchiato.

Attualmente vengono riconosciute le seguenti sette specie di skunk macchiato:
- lo skunk macchiato occidentale (Spilogale gracilis) è presente, con 4 sottospecie, nella parte occidentale dell'America settentrionale; il suo areale si estende da Columbia Britannica e Wyoming a Colorado, Utah, Nevada e Bassa California.[2] Non è minacciato;[3]

- lo skunk macchiato orientale (Spilogale putorius) è originario degli Stati Uniti ad est del Mississippi, dalla Pennsylvania meridionale alla Florida.[2] È una specie vulnerabile;[4]

- lo skunk macchiato pigmeo (Spilogale pygmaea) abita una piccola area lungo la costa messicana del Pacifico.[2] È una specie vulnerabile;[5]

- lo skunk macchiato meridionale (Spilogale angustifrons) è presente dal Messico centrale alla Costa Rica.[2] Non è minacciato;[6]

- lo skunk macchiato delle Pianure (Spilogale interrupta) è diffuso nelle Grandi Pianure ad ovest del Mississippi, dal Minnesota a nord fino a Louisiana, Texas orientale e Tamaulipas a sud;[2]

- lo skunk macchiato del deserto (Spilogale leucoparia) è presente in Arizona, Nuovo Messico, Texas occidentale e Messico settentrionale;[2]

- lo skunk macchiato dello Yucatán (Spilogale yucatanensis) è presente nella penisola dello Yucatán.[2]

Originariamente, solo le prime quattro specie erano riconosciute come taxa indipendenti. Tuttavia, uno studio filogenetico pubblicato nell'estate 2021 ha rivelato l'esistenza di 8 distinte linee evolutive all'interno del genere e pertanto quelle che in passato erano considerate tre sottospecie sono state elevate al rango di specie. L'ottava linea evolutiva è stata trovata nel deserto di Sonora: quest'ultimo clade differisce nell'mtDNA dalle altre specie e potrebbe essere il frutto di eventi di ibridazione.

## Sistematica
Il genere Spilogale venne introdotto da John Edward Gray nel 1865, che indicò come specie tipo lo skunk macchiato orientale con il nome scientifico coniato da Rafinesque nel 1820, Mephitis interrupta, che poi risultò essere un sinonimo di [Viverra] putorius, ora Spilogale putorius, descritto da Linneo nel suo Systema Naturae del 1758.
Spilogale rappresenta un sister group del genere delle moffette striate (Mephitis), anch'esse diffuse nell'America settentrionale e centrale. Sister group di entrambi è il genere degli skunk dal naso di porco (Conepatus), concentrati per lo più nell'America meridionale. Lo skunk macchiato pigmeo è stato identificato come sister species basale di tutte le altre specie di skunk macchiato, dalle quali si separò circa 5 milioni di anni fa. Le specie restanti possono essere assegnate a due cladi, uno orientale e uno occidentale, che si separarono l'uno dall'altro 1,5 milioni di anni fa. Queste due linee evolutive si diversificarono tra 660000 e 350000 anni fa in connessione con i cicli dell'era glaciale. Il clade orientale comprende lo skunk macchiato orientale, Spilogale interrupta e S. yucatanensis, mentre il clade occidentale comprende lo skunk macchiato occidentale, lo skunk macchiato meridionale, S. leucoparia e lo skunk macchiato del Sonora (clade del Sonora).

## Rapporti con l'uomo
Poiché questi animali a volte si stabiliscono nei pressi degli insediamenti umani, sono temuti, soprattutto a causa del loro odore, ma anche perché in qualche caso uccidono il pollame. Un piccolo numero di esemplari viene ucciso anche per la loro pelliccia; un ulteriore pericolo è rappresentato dal traffico automobilistico, di cui numerosi esemplari cadono vittima.
Generalmente, gli skunk macchiati sono piuttosto diffusi, ma lo skunk macchiato orientale e quello pigmeo vengono classificati come «vulnerabili» (Vulnerable) dalla IUCN.